# Blakes Estate Stadium
Le Blakes Estate Stadium est un stade de football situé à Lookout dans la paroisse de Saint Peter à Montserrat. D'une capacité de 1 000 places, il accueille les rencontres à domicile de l'équipe nationale.

## Historique
Le Blakes Estate Stadium est créé en 2002 avec des fonds donnés par la FIFA. Il a une capacité de 1 000 personnes.
L'Équipe de Montserrat de football utilise ce stade pour les rencontres de football. Il se trouve non loin de l'Aéroport John A. Osborne. 